# Kürti Miklós
Kürti Miklós (Nicholas Kurti) (Budapest, 1908. május 14. – Oxford 1998. november 24.) magyar születésű brit fizikus, akadémikus. Az alacsony hőmérsékletek fizikájának úttörője.

## Élete
Középosztálybeli zsidó családban született. Apja Kürti (Karfunkel) Károly (1868–1911), a Pesti Magyar Kereskedelmi Bank aligazgatója, anyja Pintér Margit (1882–1944). Apja halála után édesanyja szülővárosában, Abonyban éltek. A Budapesti Magyar Királyi Középiskolai Tanárképző-Intézeti Gyakorlógimnáziumban érettségizett 1926-ban jeles eredménnyel. A numerus clausus miatt felsőfokú tanulmányait külföldön folytatta. Nagybátyja, Pintér József (1858–1928) villamosmérnök, a budapesti Tungsram alelnöke támogatta anyagilag. Egy bécsi professzor ajánlólevelével a párizsi Sorbonne-ra ment, ahol Paul Langevin tanítványaként szerzett mesterfokozatot. 1931-ben a berlini Frigyes Vilmos Egyetemen doktorált. 1931 és 1933 között a Breslaui Műszaki Főiskola tanársegédje, 1933 szeptemberétől 1940-ig az oxfordi Clarendon Laboratórium munkatársa volt. 1939-ben megkapta a brit állampolgárságot. 1940 és 1945 között részt vett a brit atombomba-fejlesztési programban. 1945 és 1960 között az Oxfordi Egyetem fizikademonstrátora, 1960-tól docense, 1967-től professzora, 1975-től emeritus professzora.
A Royal Society (az Angol Akadémia) alelnöke 1965 és 1967 között. 1970-től a Magyar Tudományos Akadémia tiszteleti tagja. Az Acta Physica szerkesztőbizottságának tagja.

## Kutatási területe
Az alacsony hőmérsékletek fizikája, alkalmazásuk a technológiában és a biológiában. Mágnességtannal is foglalkozott. Ezenkívül a molekuláris gasztronómia egyik megalapítója.

## A molekuláris gasztronómia megalapítója
Nyugdíjba vonulása után Kürti Miklós több tudományterület iránt is érdeklődött. Már fiatal kora óta szeretett főzni, és nyugdíjba vonulása után volt ideje arra, hogy a fizikus szemével vizsgálja meg a főzés titkait. Úgy tartotta, hogy a konyhaművészet nem más, mint alkalmazott fizika és kémia. 
Úgy gondolom, civilizációnkra nézve szomorú, hogy míg meg tudjuk mérni, és meg is mérjük a Vénusz légkörének hőmérsékletét, fogalmunk sincs, mi megy végbe a szuflé belsejében. Szomorú, hogy ma többet tudunk a csillagok belső hőmérsékletéről, mint egy rizsfelfújt belső hőmérsékletéről.

## Díjai, elismerései
- 1955 – Institute of Physics: Holweck-díj és érem
- 1957 – Fritz London-díj
- 1969 – a Royal Society Hughes érem
- 1973 – brit lovagi cím: Commander of the British Empire
- 1976 – a francia Becsületrend lovagja
- 1988 – A Magyar Népköztársaság Csillagrendje